# Aldo Tessio
Aldo Emilio Tessio (n. Esperanza, provincia de Santa Fe, 28 de octubre de 1909 - † 17 de enero de 2000) fue un político argentino que pertenecía a la Unión Cívica Radical. Fue el gobernador de Santa Fe desde el 12 de octubre de 1963 al 28 de junio de 1966 por la facción UCRP. Su mandato fue terminado prematuramente por el golpe de Estado que derrocó al presidente Arturo Illia y llegó al poder la dictadura militar encabezada por Juan Carlos Onganía.

## Biografía
Nacido el 28 de octubre de 1909 en Esperanza, se afilió a Unión Cívica Radical, partido por el que llegó a su primer puesto electivo como concejal de su ciudad natal. 
Graduado de abogado en la Universidad Nacional del Litoral, tuvo su bufete en Santa Fe.
Al día siguiente del golpe de Estado de 1976, fue una de las figuras partidarias que se reunió con la Junta de Comandantes de las Fuerzas Armadas por el golpe militar que había derrocado a la presidenta María Estela Martínez de Perón, a todos los gobernadores, intendentes, legisladores y jueces instalando el dictadura.
Siendo gobernador debió afrontar una legislatura dividida, la poca capacidad de negociación y las divisiones internas entre las facciones del radicalismo llevaron a una parálisis institucional que marco su gobierno. Enfrentado con la Cívica Radical Intransigente y
Partido Demócrata Progresista (PDP) que buscaron someterlo a tres juicios políticos durante su mandato.
Su mandato se vería complicado por las luchas intestinas de las dos facciones radicales, llegando a utilizar recurrentemente la intervención de los municipios gobernados por los opositores los demócrata cristiano y UCRI.

## Trayectoria política
Ocupó una banca en la Cámara de Diputados de la Nación entre 1960 y 1962. Entre el 12 de octubre de 1963 y junio de 1966 manejó los destinos de Santa Fe. Tras el golpe de Estado de 1966 que derrocó al presidente radical Arturo Umberto Illia. El gobernador santafesino, Aldo Tessio, no logró comunicarse con el comandante del Segundo Cuerpo para avisarle que se trataba de una trampa para derrocar a Illía.
Seis años más tarde, en 1972, fundó en Santa Fe el Movimiento de Renovación y Cambio, corriente interna del radicalismo de Raúl Alfonsín. En 1983, con Alfonsín en el poder nacional, Tessio fue designado embajador itinerante.
Tessio fue el último gobernador del Partido Radical de Santa Fe hasta el triunfo de Maximiliano Pullaro en 2023. 
Su hija Griselda Tessio se desempeñó como fiscal federal en Santa Fe de la Vera Cruz, y en las elecciones de 2007 fue elegida vicegobernadora de Santa Fe como compañera de fórmula del socialista Hermes Binner.